# Rockin' All Over the World (álbum)
Rockin' All Over the World es el décimo álbum de estudio de la banda británica de rock Status Quo, publicado en 1977 por Vertigo Records para el Reino Unido y por Capitol Records para los Estados Unidos. Es la primera producción de estudio donde participa el teclista Andy Bown y además, como dato, su título fue tomado de la canción «Rockin' All Over the World» del cantante John Fogerty. Adicional a ello es una de sus producciones más vendidas, ya que hasta 1997 se estimó que se había comercializado más de 7 millones de copias a nivel mundial.
A los pocos días de su publicación, alcanzó el puesto 5 en la lista británica UK Albums Chart, donde permaneció en total 15 semanas consecutivas. Solo un mes después recibió disco de oro por parte de la British Phonographic Industry, tras superar las 100 000 copias vendidas en el Reino Unido. Además y para promocionarlo, se publicó en septiembre de 1997 el sencillo «Rockin' All Over the World», que alcanzó el puesto 3 en los UK Singles Chart. Al igual que el álbum, la canción recibió disco de oro en el país inglés, luego de vender más de 400 000 copias a principios de diciembre del mismo año.
En 2005 fue remasterizado por Mercury Records que incluyó una pista adicional; una versión de «Getting Better» de The Beatles que Status Quo grabó en 1976 para la banda sonora de la película All This and World War II.

## Lista de canciones
| N.º | Título                       | Escritor(es)           | Duración |  |
| 1.  | «Hard Time»                  | Rossi, Parfitt         | 4:45     |  |
| 2.  | «Can't Give You More»        | Rossi, Young           | 4:15     |  |
| 3.  | «Let's Ride»                 | Lancaster              | 3:03     |  |
| 4.  | «Baby Boy»                   | Rossi, Young           | 3:12     |  |
| 5.  | «You Don't Own Me»           | Lancaster, Mick Green  | 3:03     |  |
| 6.  | «Rockers Rollin'»            | Parfitt, Lynton        | 4:19     |  |
| 7.  | «Rockin' All Over the World» | John Fogerty           | 3:36     |  |
| 8.  | «Who Am I»                   | Pip Williams, Hutchins | 4:30     |  |
| 9.  | «Too Far Gone»               | Lancaster              | 3:08     |  |
| 10. | «For You»                    | Lancaster              | 3:01     |  |
| 11. | «Dirty Water»                | Rossi, Young           | 3:51     |  |
| 12. | «Hold You Back»              | Rossi, Parfitt, Young  | 4:30     |  |

| Pista adicional en remasterización de 2005 |                                         |                             |          |  |
| N.º                                        | Título                                  | Escritor(es)                | Duración |  |
| 13.                                        | «Getting Better» (cover de The Beatles) | John Lennon, Paul McCartney | 2:19     |  |

## Músicos
- Francis Rossi: voz y guitarra líder
- Rick Parfitt: voz, guitarra rítmica
- Alan Lancaster: bajo y guitarra
- John Coghlan: batería
- Andy Bown: teclados
- Frank Ricoti: percusión (músico invitado)